# Cephalakompsus
Cephalakompsus é um género de peixes actinopterígeos da família Cyprinidae.
Este género contém as seguintes espécies:
- Cephalakompsus pachycheilus